# Berdeniella cambuerina
Berdeniella cambuerina är en tvåvingeart som först beskrevs av Vaillant 1958.  Berdeniella cambuerina ingår i släktet Berdeniella och familjen fjärilsmyggor. Inga underarter finns listade i Catalogue of Life.